# さすらい (1976年の映画)
『さすらい』（独: Im Lauf der Zeit、英: Kings of the Road）は、1976年西ドイツ製作の映画。ヴィム・ヴェンダース監督。
『都会のアリス』『まわり道』と合わせてヴェンダース監督のロード・ムービー3部作とされ、上映時間は3作のうち最長の176分。同作は1976年のカンヌ映画祭でFIPRESCI（国際映画批評家連盟）賞、シカゴ国際映画祭でゴールデン・ヒューゴ賞を受賞するなど高く評価され、ヴェンダース監督が世界的な知名度を獲得するきっかけとなった。

## ストーリー
大型バン（元は引っ越し用の家具運搬車）で西ドイツ中を移動しながら映写機の修理をしているブルーノは、とある映画館で修理している最中、昔サイレント映画に劇伴をつけていた老人から、トーキーの登場によって仕事をなくした回顧談を聞く。老人は町の小さな映画館が時代の変化とともに消えていく現状を憂いている。
ある日ブルーノは、ビートルに乗った男が無謀な運転で車ごとエルベ川にダイブする光景に出くわす。溺れかけて岸に上がってきたずぶ濡れの男に、ブルーノは「カミカゼ」というあだ名をつける。自殺願望を抱えたその男の名は、ロベルトといい、妻と離婚した喪失感に駆られている。
ブルーノは、ロベルトを車に乗せ、東ドイツとの国境沿いを走りながら映画館を巡る道中、二人は初めほとんど言葉を交わさないが、次第に胸の内にしまっていたそれぞれの思いを話し始める。二人は旅をしながら、妻が車を木に衝突させて自殺した過去に苦しむ男や、映画館の窓口で働く孤独な女など、哀しみを抱く人々に遭遇する。
ロベルトは、母親の死後一人で暮らしている印刷業を営む父親を訪ねる。二人の間にはわだかまりがあり、母の死以来の再会だったがその関係を改善するまでには至らなかった。
ロベルトはガソリンスタンドを営む旧友からサイドカー付きのBMWのオートバイを借り、二人でライン川沿いを走り、ブルーノが幼少期を母と過ごした空き家になっている古い別荘へ行く。ブルーノは、戦争で帰らぬ人となった父のことなどを思い出し、そこで一夜を明かした。翌朝、階段の下にしまっておいたフィルムの缶を取り出し、中に入れられた子供の頃の「宝物」を見て過去を振り返る。
最後に二人は、東西ドイツの国境にある廃墟となったアメリカ軍の監視所にたどり着く。別れた妻との関係に悩んでいるロベルトと、独り身のブルーノが持つ女性観の違いで、二人は対立する。翌朝、ロベルトはメモを残して列車に乗り、二人は別れる。
ブルーノは修復のために訪れた映画館の女主人から話を聞かされる。彼女は芸術性を失った現在の映画に失望し映画館を再開できないと語る。ブルーノは何も言わず、哀愁を漂わせながら映画館を去る。

## スタッフ
- 監督 ヴィム・ヴェンダース
- 製作 ミヒャエル・ヴィーデマン
- 脚本 ヴィム・ヴェンダース
- 撮影 ロビー・ミューラー
- 音楽 アクセル・リンシュテット

## キャスト
- リュディガー・フォーグラー：ブルーノ・ヴィンター
- ハンス・ツィッシュラー：ロベルト・ランダー
- リザ・クロイツァー：ポーリーン